# 1583 год
1583 (ты́сяча пятьсо́т во́семьдесят тре́тий) год  по григорианскому календарю — невисокосный год, начинающийся в субботу. Это 1583 год нашей эры, 3‑й год 9‑го десятилетия XVI века 2‑го тысячелетия, 4‑й год 1580‑х годов. Он закончился 442 года назад.
| Пн | Вт | Ср | Чт | Пт | Сб | Вс |
|    |    |    |    |    | 1  | 2  |
| 3  | 4  | 5  | 6  | 7  | 8  | 9  |
| 10 | 11 | 12 | 13 | 14 | 15 | 16 |
| 17 | 18 | 19 | 20 | 21 | 22 | 23 |
| 24 | 25 | 26 | 27 | 28 | 29 | 30 |
| 31 |    |    |    |    |    |    |

| Пн | Вт | Ср | Чт | Пт | Сб | Вс |
|    | 1  | 2  | 3  | 4  | 5  | 6  |
| 7  | 8  | 9  | 10 | 11 | 12 | 13 |
| 14 | 15 | 16 | 17 | 18 | 19 | 20 |
| 21 | 22 | 23 | 24 | 25 | 26 | 27 |
| 28 |    |    |    |    |    |    |

| Пн | Вт | Ср | Чт | Пт | Сб | Вс |
|    | 1  | 2  | 3  | 4  | 5  | 6  |
| 7  | 8  | 9  | 10 | 11 | 12 | 13 |
| 14 | 15 | 16 | 17 | 18 | 19 | 20 |
| 21 | 22 | 23 | 24 | 25 | 26 | 27 |
| 28 | 29 | 30 | 31 |    |    |    |

| Пн | Вт | Ср | Чт | Пт | Сб | Вс |
|    |    |    |    | 1  | 2  | 3  |
| 4  | 5  | 6  | 7  | 8  | 9  | 10 |
| 11 | 12 | 13 | 14 | 15 | 16 | 17 |
| 18 | 19 | 20 | 21 | 22 | 23 | 24 |
| 25 | 26 | 27 | 28 | 29 | 30 |    |

| Пн | Вт | Ср | Чт | Пт | Сб | Вс |
|    |    |    |    |    |    | 1  |
| 2  | 3  | 4  | 5  | 6  | 7  | 8  |
| 9  | 10 | 11 | 12 | 13 | 14 | 15 |
| 16 | 17 | 18 | 19 | 20 | 21 | 22 |
| 23 | 24 | 25 | 26 | 27 | 28 | 29 |
| 30 | 31 |    |    |    |    |    |

| Пн | Вт | Ср | Чт | Пт | Сб | Вс |
|    |    | 1  | 2  | 3  | 4  | 5  |
| 6  | 7  | 8  | 9  | 10 | 11 | 12 |
| 13 | 14 | 15 | 16 | 17 | 18 | 19 |
| 20 | 21 | 22 | 23 | 24 | 25 | 26 |
| 27 | 28 | 29 | 30 |    |    |    |

| Пн | Вт | Ср | Чт | Пт | Сб | Вс |
|    |    |    |    | 1  | 2  | 3  |
| 4  | 5  | 6  | 7  | 8  | 9  | 10 |
| 11 | 12 | 13 | 14 | 15 | 16 | 17 |
| 18 | 19 | 20 | 21 | 22 | 23 | 24 |
| 25 | 26 | 27 | 28 | 29 | 30 | 31 |

| Пн | Вт | Ср | Чт | Пт | Сб | Вс |
| 1  | 2  | 3  | 4  | 5  | 6  | 7  |
| 8  | 9  | 10 | 11 | 12 | 13 | 14 |
| 15 | 16 | 17 | 18 | 19 | 20 | 21 |
| 22 | 23 | 24 | 25 | 26 | 27 | 28 |
| 29 | 30 | 31 |    |    |    |    |

| Пн | Вт | Ср | Чт | Пт | Сб | Вс |
|    |    |    | 1  | 2  | 3  | 4  |
| 5  | 6  | 7  | 8  | 9  | 10 | 11 |
| 12 | 13 | 14 | 15 | 16 | 17 | 18 |
| 19 | 20 | 21 | 22 | 23 | 24 | 25 |
| 26 | 27 | 28 | 29 | 30 |    |    |

| Пн | Вт | Ср | Чт | Пт | Сб | Вс |
|    |    |    |    |    | 1  | 2  |
| 3  | 4  | 5  | 6  | 7  | 8  | 9  |
| 10 | 11 | 12 | 13 | 14 | 15 | 16 |
| 17 | 18 | 19 | 20 | 21 | 22 | 23 |
| 24 | 25 | 26 | 27 | 28 | 29 | 30 |
| 31 |    |    |    |    |    |    |

| Пн | Вт | Ср | Чт | Пт | Сб | Вс |
|    | 1  | 2  | 3  | 4  | 5  | 6  |
| 7  | 8  | 9  | 10 | 11 | 12 | 13 |
| 14 | 15 | 16 | 17 | 18 | 19 | 20 |
| 21 | 22 | 23 | 24 | 25 | 26 | 27 |
| 28 | 29 | 30 |    |    |    |    |

| Пн | Вт | Ср | Чт | Пт | Сб | Вс |
|    |    |    | 1  | 2  | 3  | 4  |
| 5  | 6  | 7  | 8  | 9  | 10 | 11 |
| 12 | 13 | 14 | 15 | 16 | 17 | 18 |
| 19 | 20 | 21 | 22 | 23 | 24 | 25 |
| 26 | 27 | 28 | 29 | 30 | 31 |    |

## События
- 1493—1593 — Столетняя хорватско-османская война. Серия вооружённых конфликтов между Королевством Хорватия и Османской империей[1].
- 1507—1622 — Португало-персидская война. Ряд вооружённых конфликтов между колониалистской Португалией и вассальным Ормузом, с одной стороны, и Сефевидской империей, поддерживаемой англичанами, с другой[2].
- 1511—1641 — Малайско-португальская война. Вооружённый конфликт XVI-XVII веков, в котором Малаккский султанат при поддержке империи Мин, Голландской Ост-Индской компании (с 1607) и Джохора безуспешно сопротивлялся Португальской империи, стремившейся захватить Малакку и установить контроль над торговлей между Индией и Китаем[3].
- 1566—1609 — первый этап Нидерландской буржуазной революции (Восьмидесятилетняя война). Религиозно-идеологическая, политическая и социально-экономическая борьба Семнадцати провинций за независимость от испанского владычества[4].
- 1578—1590 — Турецко-персидская война[5]:
  - Май — битва с факелами[6].
- 1580—1583 — закончилась война за португальское наследство. Вооружённый конфликт между претендентами на португальскую корону: Антониу из Крату, первоначально провозглашённым королём Португалии, и испанским королём Филиппом II, который в итоге и занял португальский трон, объединив тем самым весь Иберийский полуостров под своей властью[7].
- 1580—1589 — Португало-турецкая война[8].
- 1583—1588 — началась Кёльнская война[9].
- Январь — Герцог Франсуа Анжуйский, опираясь на наёмные французские войска, поднял мятеж с целью присоединения Нидерландов к Франции. Мятеж подавлен. Испанским наместником назначен Александр Фарнезе.
- Гавань Сент-Джонс и прилегающие территории на Ньюфаундленде объявлены владениями Англии.
- 1583—1598 — хан Бухары и всех узбеков[10] Абдулла II (1534—1598), сын Искандер-хана. Присоединил к своему государству: Фергану, Хорезм, Балх, Ташкент, Бадахшан[11].

## Русское государство
Царствование: 1533—1584 — Иван IV Васильевич Грозный
- 1558 — 1583 — окончание Ливонской войны[12]. 
  - Май — первые переговоры между Русским государством и Швецией[13].
  - Август —  на мызе, расположенной на правом (русском) берегу р. Плюсса при её впадении в р. Нарова, состоялись новые переговоры со шведами[13].
  - 10 (20) августа — заключено первое Плюсское перемирие (второе в 1585) между Россией и Швецией по принципу "кто чем владеет на момент переговоров" (захваченный русские города оставались за Швецией). Окончание Ливонской войны. Присоединение к Швеции Ивангорода, Копорья, Яма, Корелы[14].
  - 29 июня (9 июля) — начиная с этого срока начиналось перемирие на 3 года. Никаких других условий перемирие не содержало, не удалось договориться даже об обмене пленными[13].
- 1558 — 1585 — Третья черемисская война[15].
- 1 марта — атаман Иван Кольцо прибыл из Москвы в Сибирь к атаману Ермаку[16].
  - 10 мая — на помощь атаману Ермаку из Москвы отправлен воевода князь Семён Болховский и письменный голова Иван Глухов с отрядом стрельцов, которые прибыли на место 02 ноября (по другим данным это было в 1582 году)[16][17].
  - Май — июнь — состоялся поход войска Ермака к реке Обь и Иртыш до Назимовского городка, где были покорены кодские и остяцкие волости, а народ обложен ясаком[16][17].
  - Ермак Тимофеевич посылает отряд Ивана Кольцова в 40 человек на помощь откочевавшему от Кучума — Караче, который вероломно уничтожил русский отряд и осадил г. Кашлык[17].
  - Ермаку с отрядом удалось отстоять Кашлык, а в ходе вылазок нанёс крупные потери татарам[17].
  - Июль — состоялся поход войск Ермака в верх по реке Тавда для покорения проживающих там вогуличей[16].
  - 21 ноября — татарский царевич Маметкул отправлен в Москву[16].
  - В войсках атамана Ермака и воеводы С. Болховского был большой голод, цынга и многие болезни от которого погибли многие участники похода в Сибирь, в том числе и сам воевода[16].
- Июнь — сентябрь — Иван Грозный ведёт переписку и обмен грамотами с архимандритом Киево-Печерской лавры— Мелентием Богуринским Хребтовичем[14].
- 24 октября — Иван Грозный принимает английского посла Джерома Боуса. На переговорах обсуждался широкий круг вопросов: от заключения военного союза, условий ведения английской торговли, приглашение мастеровых людей в Россию и до сватовства Ивана Грозного к Марии, дочери лорда Генри Гастингса. Племянница Елизаветы I, по сообщению русского посла Ф.А. Писемского, была милой девушкой. Переговоры закончились ничем 20 февраля 1584 года[14].
- Конец февраля — начало марта 1584 — Иван Грозный тяжело заболевает[14].
- 1582—1583 — подавлено восстание на территории бывшего Казанского ханства[18].
- 1583—1584 — подавлено второе восстание на территории бывшего Казанского ханства[18].
- Около 1583 — Абдулла II просил Ивана IV о свободном пропуске его купцов в Астрахань. В ответ Иван IV разрешил торговлю и в других русских городах.
- Пожалован боярством: Татев Пётр Иванович (последнее пожалование царя)[19].
- Местничество: 
  - Алферьев Роман Васильевич и Головин Пётр Иванович[20].
  - Трубецкой Фёдор Михайлович и Голицын Василий Юрьевич[20].
  - Хилков Андрей Дмитриевич и Ласкирев Фёдор Михайлович (1583-1584)[20].
  - Одоевский Михаил Никитич и Ноготков-Оболенский Иван Андреевич (1583-1584)[21].
  - Троекуров и Татев (царь обвинил Татева)[22].
- На службу Государю выехали родоначальники дворянских родов: Дедевшины и Прокоповичи[23].

### Города и поселения
- 1583—1584 — по указу царя, близ Михайло-Архангельского монастыря (основан XII век), построена деревянная крепость и основан первый в России порт получившими в 1596 году название Архангельск (первоначально город-порт назывался Новый порт (Новый город), Новые Холмогоры (Новохолмогоры), Новый холмогорский город)[24].
- 1583—1584 — под руководством воеводы Судимантова М.Ф. построен Кольский острог[25].
- 1582—1589 — строительство каменного Астраханского кремля (см. 1558 год)[26].
- На месте бывшего чувашского поселения, воеводами Сонцевым-Засекиным Иваном Андреевичем, Замыцким Дмитрием Андреевич и Тургеневым И. С. построен острог (сов. Козьмодемьянск)[27].

### Руководители приказов
| Года      | Приказ            | Ф,И,О главы                | Примечания |
| --------- | ----------------- | -------------------------- | ---------- |
| 1577-1594 | Разрядный приказ  | Щелкалов Василий Яковлевич |            |
| 1570-1594 | Посольский приказ | Щелкалов Андрей Яковлевич  |            |
| 1570-1588 | Казанского дворца | Щелкалов Андрей Яковлевич  |            |

## Начало правления
См.также: Список глав государств в 1583 году
- 1583—1598 — хан Бухары и всех узбеков[10] Абдулла II (1534—1598), сын Искандер-хана.

## Родились

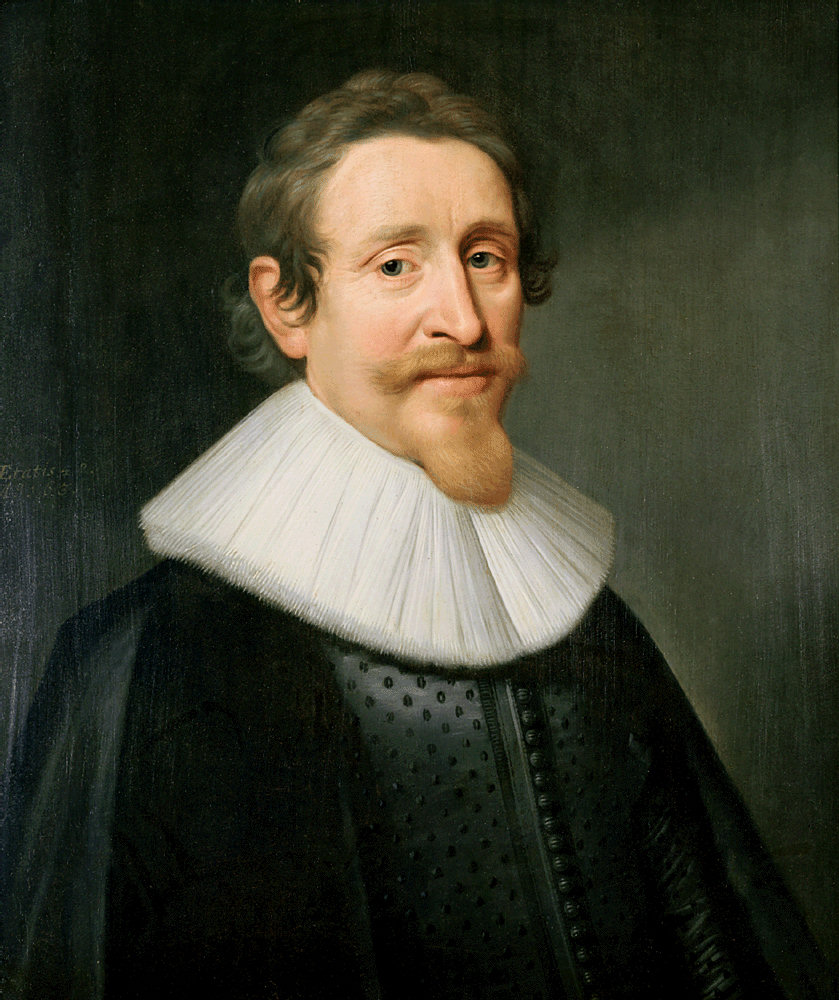
Изображение Гуго Гроция

См. также: Категория:Родившиеся в 1583 году
- 19 октября — Дмитрий Иванович Угличский, младший сын Ивана Грозного и Марии Нагой[29].
- Арним-Бойценбург, Ганс Георг фон — австрийский генерал-фельдмаршал, приобретший известность во время Тридцатилетней войны.
- Валленштейн, Альбрехт фон — герцог Фридландский и Мекленбургский, имперский генералиссимус, полководец Тридцатилетней войны.
- Герберт Чербери, Эдуард — английский религиозный философ, политический и государственный деятель, младший брат поэта Джорджа Герберта. Основоположник деизма (естественной религии).
- Гиббонс, Орландо — английский композитор, органист и клавесинист.
- Гроций, Гуго — голландский юрист и государственный деятель, философ, христианский апологет, драматург и поэт. Заложил основы международного права, основываясь на естественном праве.
- Делагарди, Якоб Понтуссон — шведский военный и государственный деятель, активный участник событий Смутного времени (см. поход Делагарди). В 1620 г. удостоен звания фельдмаршала. Старший сын — Магнус Габриэль Делагарди, риксканцлер Швеции.
- Дионисий Петавий — кардинал, французский католический богослов и историк, писатель и поэт, учёный-иезуит, один из основоположников современной хронологии.
- Епископий, Симон — немецкий богослов. Последователь арминианства, идеи которого были отвергнуты в ходе Дордрехтского синода прошедшего в 1618/1619 годах.
- Кристиан II — курфюрст саксонский, сын Кристиана I и бранденбургской принцессы Софии.
- Ластман, Питер — нидерландский живописец.
- Мэссинджер, Филипп — английский драматург.
- Оксеншерна, Аксель — шведский государственный деятель, риксканцлер (1612-54) при Густаве II Адольфе и его дочери Кристине.
- Реаль, Лауренс — третий генерал-губернатор Голландской Ост-Индии (1616—1617), адмирал нидерландского флота (1625—1627).
- Фрескобальди, Джироламо — итальянский композитор, органист и клавесинист.
- Хаяси Радзан — мыслитель, законодатель и поэт раннего периода Эдо.
- Элеонора Прусская — принцесса Прусская, в замужестве курфюрстина Бранденбурга.

## Скончались

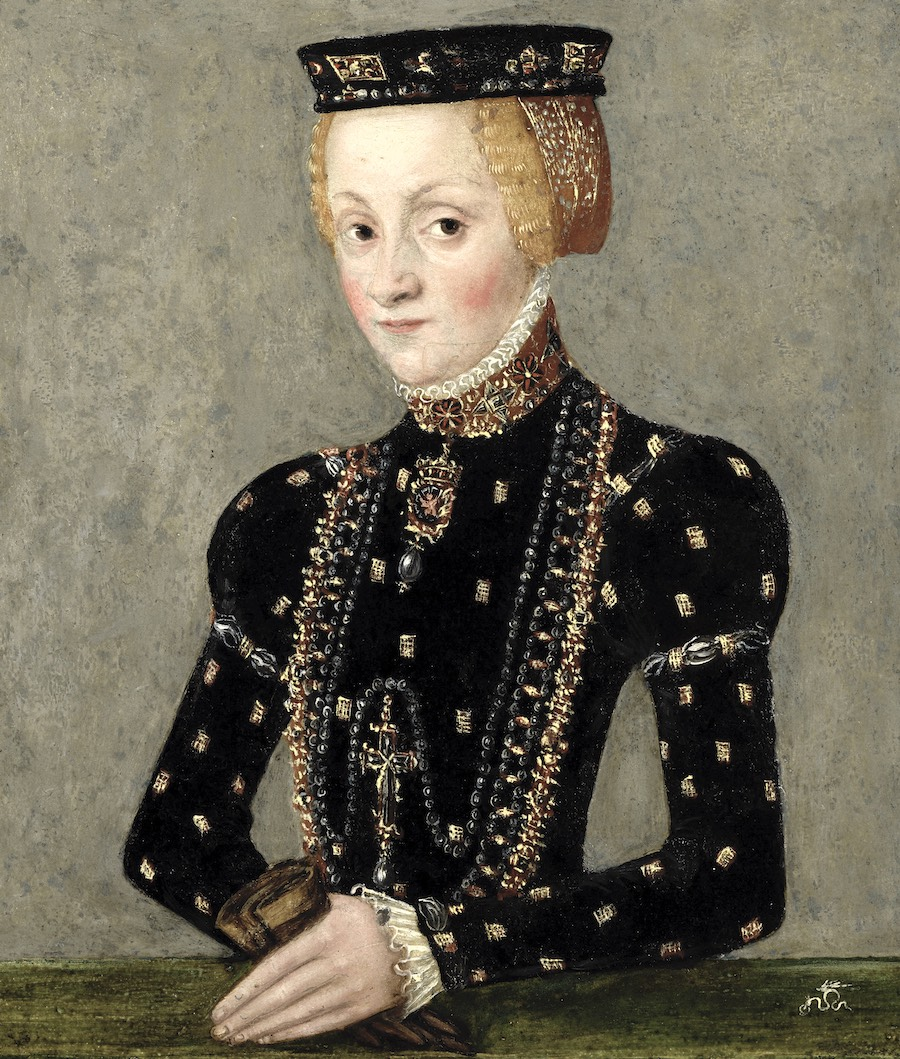
Изображение шведской королевы Катерины Ягеллонки

См. также: Категория:Умершие в 1583 году
- 18 (28) марта — Магнус, датский принц из Ольденбургской династии, брат короля Фредерика II Датского, король Ливонии с 1570 года, вассал Ивана IV Грозного.
- 27 сентября — Элизабет Плейнечер, единственная в Австрии женщина, обвинённая в колдовстве и сожжённая на костре.
- 5 (15) декабря — Иван Фёдоров, русский первопечатник.
- 15 (25) декабря — Трифон Печенгский, преподобный Русской церкви, основатель Печенгского монастыря.
- Гилберт, Хемфри — английский военный, член парламента, исследователь и авантюрист, пионер английской колонизации Ирландии и Северной Америки.
- Катерина Ягеллонка — герцогиня Финляндская (1562), королева Швеции (1569), великая герцогиня Финляндская (1581). Из рода Ягеллонов.
- Курбский, Андрей Михайлович — военный и политический деятель, писатель, князь из смоленско-ярославской линии Рюриковичей, воевода Русского Царства, перешедший в 1553/1554 году на службу к Сигизмунду II Августу.
- Сибата Кацуиэ — самурайский полководец средневековой Японии периода Сэнгоку.
- Фернан Мендеш Пинту — португальский исследователь и писатель.
- Хуан де Гарай — испанский исследователь и конкистадор.
- Нурбану Султан — жена османского султана Селима II и валиде султана Мурада III, важная фигура в политике Османской империи 70 — 80-х гг. XVI века.
- Искандер-хан — хан Бухарского ханства[11].